# Яичный рулет
Яи́чный руле́т — традиционная для южнокитайской и вьетнамской кухонь закуска, приготовленная во фритюре. Это рулет с шинкованной капустой, рубленой свининой и другими начинками внутри толсто завёрнутой оболочки из пшеничной муки, которую обжаривают в горячем масле. Блюдо подают тёплым и обычно едят руками, обмакивая в утиный соус, соевый соус, сливовый соус или горчицу.
Яичные рулеты особенно ассоциируются с китайской кухней в США, где их часто подают в качестве бесплатного дополнения к китайским комбинированным блюдам наряду с жареным рисом и печеньем с предсказанием судьбы. Яичные рулеты часто путают со спринг-роллами, которые меньше по размеру, не так зажаристы и, как правило, предполагают использование рисового теста (тогда как тесто яичных рулетов обычно не рисовое).

## Происхождение блюда
Происхождение блюда неоднозначно и остаётся спорным. Яичные рулеты тесно связаны со спринг-роллами, подаваемыми в материковом Китае, но впервые они были замечены в начале XX века в США. Первое упоминание о яичных рулетах обнаружено в китайской кулинарной брошюре 1917 года, опубликованной в США, хотя это блюдо не совсем похоже на современный яичный рулет: в этом рецепте говорится о мясной и овощной начинке, завёрнутой в яичный омлет, обжаренной на сковороде и поданной ломтиками, которая похожа на геран мари (рулет из омлета в корейской кухне).
Эндрю Коу, автор книги «Chop Suey: Культурная история китайской кухни в Соединённых Штатах», утверждает, что современный американский яичный рулет, вероятно, был изобретён в китайском ресторане в Нью-Йорке в начале 1930-х годов одним из двух шеф-поваров, которые позже присвоили себе заслугу за его создание: Лунг Фонг из Lung Fong’s или Генри Лоу из Порт-Артура. По словам Коу, рецепт Генри Лоу, напечатанный в кулинарной книге 1938 года «Готовьте дома по-китайски», включал «побеги бамбука, жареную свинину, креветки, зелёный лук, водяные орехи, соль, глутамат натрия, сахар, пальмовое масло и перец», но (среди прочего) не включал капусту, которая является основным ингредиентом для начинки современных яичных рулетов.
Обычно яичные рулеты не содержат яиц в начинке, а оболочка из пшеничной муки может как содержать, так и не содержать яйца. В дополнение к спорному происхождению блюда, неясно, как слово «яйцо» появилось в названии, поскольку преобладающим ингредиентом в американских яичных рулетах является капуста, а не яйца. В статье 1979 года в The Washington Post объясняли это тем, что китайское слово «яйцо» звучит очень похоже на китайское слово «весна» (англ. spring), но эта теория не получила широкого распространения.

## Связь с другими видами роллов
В то время как существует много видов спринг-роллов родом из Восточной Азии, которые доступны в традиционных китайских, тайских и вьетнамских ресторанах в Соединённых Штатах, американские яичные рулеты считаются особенными. Размер типичного «нью-йоркского» яичного рулета составляет примерно два дюйма в диаметре и шесть дюймов в длину, у него толстая, сочная, хрустящая, бугристой оболочкой. Яичные рулеты, как и другие американизированные блюда китайской кухни, могут содержать овощные сорта и вкусовые особенности, которые не распространены в Китае (например, брокколи).
Рестораны, в которых иногда подают яичные рулеты, также предлагают спринг-роллы, и их подают с холодной начинкой, завёрнутой в рисовую бумагу (особенно во вьетнамских ресторанах), или жареными, как в некоторых тайских и китайских закусочных. В жареном виде спринг-роллы, подаваемые в азиатских ресторанах в Соединённых Штатах, обычно имеют меньший диаметр и более легкую, хрустящую корочку, сделанную из более тонких листов пшеничного или рисового теста.